# حسین پورامینی
حسین پورامینی (زادهٔ ‎۶ آذر ۱۳۶۹) بازیکن فوتبال اهل ایران است که در پست هافبک برای باشگاه فوتبال ملوان در لیگ برتر خلیج فارس بازی می‌کند.
از باشگاه‌هایی که در آن بازی کرده‌است می‌توان به باشگاه پرسپولیس برازجان ، باشگاه فوتبال پارس جنوبی جم، باشگاه فوتبال مس رفسنجان و باشگاه فوتبال پیکان اشاره کرد.